# Leeuwerikgors
De leeuwerikgors (Emberiza impetuani) is een zangvogel uit de familie van gorzen (Emberizidae).

## Verspreiding en leefgebied
Deze soort telt drie ondersoorten:
- E. i. eremica: van zuidelijk Angola tot noordwestelijk Zuid-Afrika.
- E. i. impetuani: van Botswana tot zuidwestelijk Zuid-Afrika.
- E. i. sloggetti: centraal Zuid-Afrika.